# Fissidens rivularis
Fissidens rivularis är en bladmossart som beskrevs av W. P. Schimper in B.S.G. 1851. Fissidens rivularis ingår i släktet fickmossor, och familjen Fissidentaceae. Inga underarter finns listade i Catalogue of Life.